# Саннингасок
Саннингасок — ледниковое озеро в коммуне Кекката, Гренландия.
Озеро вытянуто с северо-запада на юго-восток на 8,2 километров, максимальная ширина достигает 1,9 километров. Характерной особенностью Саннингасока является перешеек, почти разделяющий озеро примерно пополам: ширина пролива между двумя половинами озера в этом месте составляет всего около 80 метров. Заметные географические объекты поблизости: ледник Расселл — в 11 километрах к востоку; река Акулиарусиарсууп-Кууа — в 2,5 километрах к югу; озеро Аюитсуп-Тасиа — в 600 метрах к северо-востоку; поселение Кангерлуссуак — в 6,5 километрах к юго-западу; сразу к западу от озера начинается нагорье Тараджорнитсут

Берега озера пустынны и необитаемы: здания, сооружения и дороги отсутствуют.
В середине мая более 95 % поверхности озера ещё покрыто льдом. На озере селятся канадские казарки, утки-морянки, морские песочники, белолобые гуси.